# Gréta Salóme Stefánsdóttir
Gréta Salóme Stefánsdóttir vagy művésznevén Gréta Salóme, de ismert úgyis, mint Greta (Reykjavík, 1986. november 11. –) izlandi zeneszerző, szövegíró és énekes. A 2012-es Eurovíziós Dalfesztiválon Izland színeiben állt színpadra Bakuban, Jónsival. A 2016-os Eurovíziós Dalfesztiválon ismét ő képviselte hazáját, Hear Them Calling című dalával. Az elődöntőben 51 pontot gyűjtött, így a 14. helyezést érte el, és ezért nem sikerült bejutnia a döntőbe.

## Diszkográfia

### Albumok
- "In The Silence" – 2012. november 16.

### Dalok
- "Aldrei Sleppir Mér" – 2012 – Heiða és Guðrún Árnýval
- "Mundu Eftir Mér" – 2012 – Jónsival (izlandiul)
- "Never Forget" – 2012 – Jónsival (angolul)
- "Everywhere Around Me" – 2012

## Fordítás
- Ez a szócikk részben vagy egészben  a   Gréta Salóme Stefánsdóttir című angol Wikipédia-szócikk fordításán alapul.  Az eredeti cikk szerkesztőit annak laptörténete sorolja fel. Ez a jelzés csupán a megfogalmazás eredetét és a szerzői jogokat jelzi, nem szolgál a cikkben szereplő információk forrásmegjelöléseként.